# Rodolfo Caceres
Rodolfo Caceres es un deportista guameño que compitió en judo. Ganó una medalla de bronce en el Campeonato Panamericano de Judo de 1965, en la categoría de –80 kg.

## Palmarés internacional
| Campeonato Panamericano | Campeonato Panamericano         | Campeonato Panamericano | Campeonato Panamericano |
| Año                     | Lugar                           | Medalla                 | Categoría               |
| ----------------------- | ------------------------------- | ----------------------- | ----------------------- |
| 1965                    | Ciudad de Guatemala (Guatemala) | Medalla de bronce       | –80 kg                  |